# Vennesla kommun
Vennesla kommun (norska: Vennesla kommune) är en kommun i Agder fylke i södra Norge. Kommunens centralort är tätorten Vennesla. 
Tidigare har kommunen tillhört dåvarande Vest-Agder fylke.

## Administrativ historik
Vennesla kommun grundades på 1860-talet, genom en delning av Øvrebø kommun. 1964 slogs kommunen ihop med Hægelands kommun och större delen av Øvrebø kommun. 1978 överfördes ett område med tio invånare till Songdalens kommun. 1984 överfördes ett obebott område till Songdalens kommun och 1990 överfördes ett annat obebott område från Kristiansands kommun.

## Tätorter
I Vennesla kommun finns fyra tätorter:
- Hægeland
- Skarpengland
- Slettebrotane (Homstean)
- Vennesla  (centralort, delvis i Kristiansands kommun)

## Socknar
Inom Norska kyrkan är Vennesla kommun indelad i tre socknar:
- Hægelands socken
- Vennesla socken
- Øvrebø socken

Socknarna ingår i Otredals prosteri i Agder og Telemarks stift.

## Kända personer
- Morten Harket, artist
- Maria Arredondo, artist